# Jahja z Antiochii
Jahja z Antiochii, właśc. Jahja ibn Sa’id al-Antaki (arab. يحيى بن سعيد الأنطاكي, Yaḥya ibn Saʿīd al-Anṭākī) (zm. ok. 1066) – arabski chrześcijanin, bizantyński historyk z XI wieku.

## Życiorys
Prawdopodobnie urodził się w Egipcie Fatymidów. Antychrześcijańska polityka kalifa Al-Hakima bi-Amr Allaha (996–1021) zmusiła go do ucieczki do bizantyńskiej Antiochii. Jego głównym dziełem jest kronika kontynuacją obejmująca lata od 938 do 1034. Opierając się na różnych źródłach, opisał dzieje Bizancjum, Egiptu, a także Bułgarii i Rusi Kijowskiej. Autor również dzieł teologicznych o charakterze antyislamskim i anyjudaistycznym. Jego historia została opublikowana, wraz z przekładem francuskim w 18 tomie Patrologii Orientalis (w 1928 przekład na język włoski).